# Station Göttingen
Station Göttingen (Bahnhof Göttingen) is een spoorwegstation in de Duitse plaats Göttingen, in de deelstaat Nedersaksen. Het station werd in 1854 geopend als eindpunt van de Hannoverse Zuidlijn (Hannöversche Südbahn) ten westen van de stadskern van Göttingen. Het station beschikt over vier perrons met ieder twee perronsporen. Hierbij komt er nog een doorgangsspoor voor het goederenverkeer, deze ligt tussen het stationsgebouw en de perrons. In 2013 werd het station "Station van het Jaar" in de categorie "Grote stad", deze prijs wordt uitgereikt door het verkeersverbond Allianz pro Schiene.

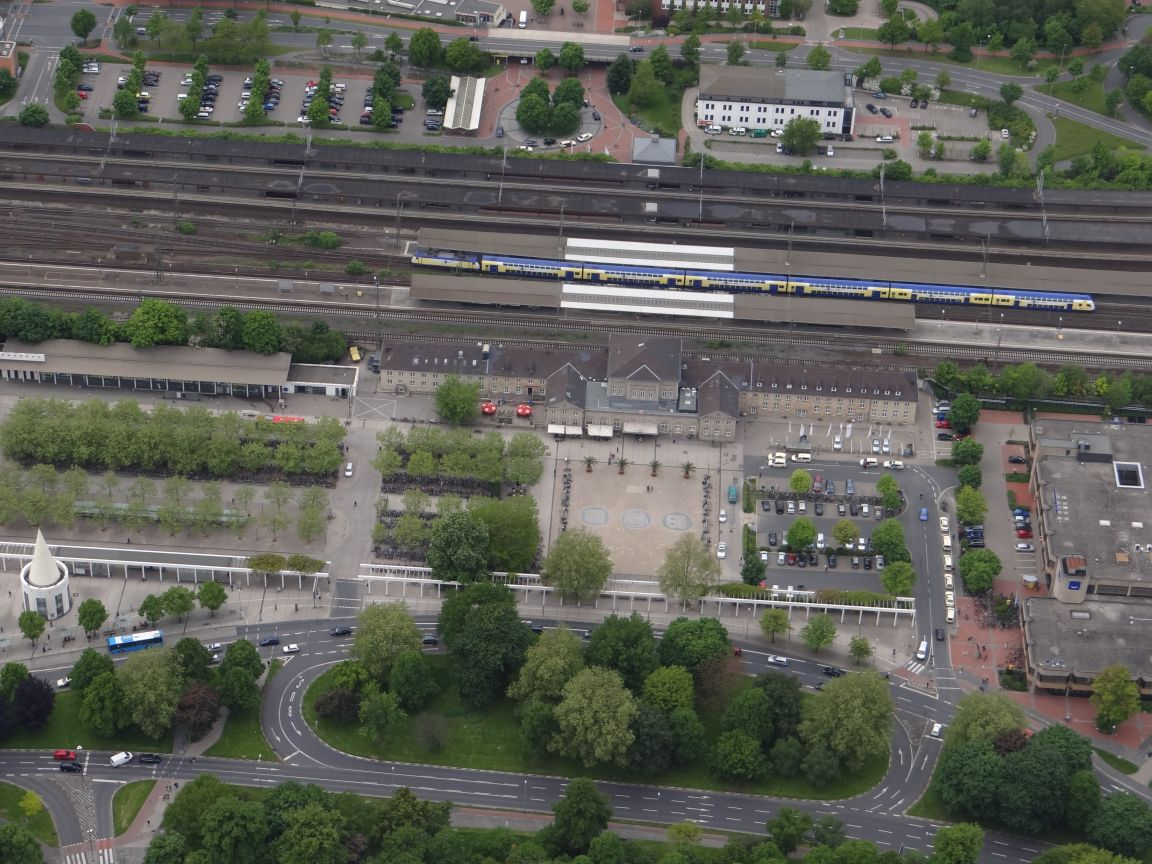
Luchtfoto van het station (2008)

## Geschiedenis

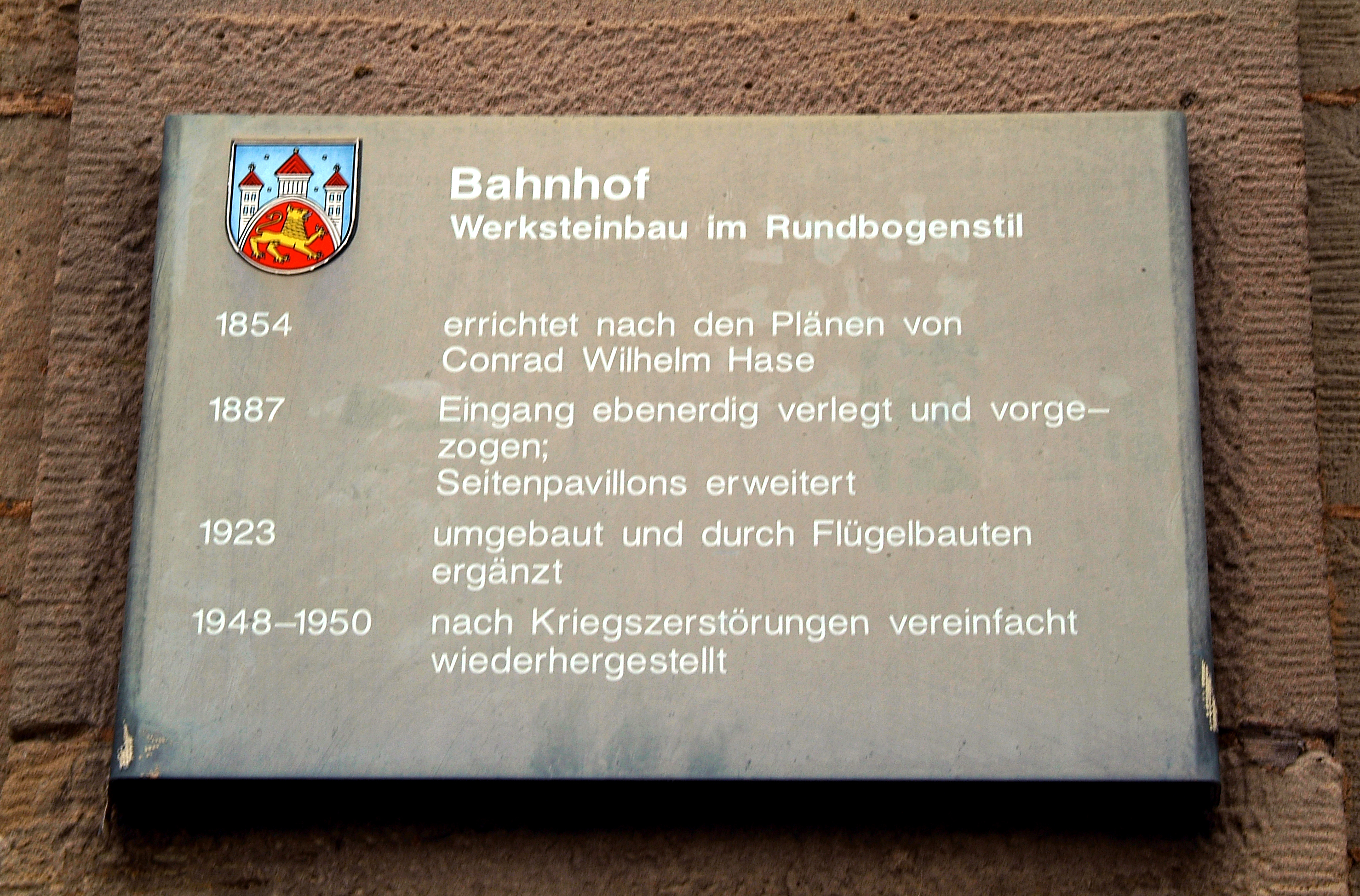
Informatiepaneel met de geschiedenis van het station (2011)

In kader van de planningen voor de bouw van de Hannoverse Zuidlijn besloot de gemeente Göttingen in 1851, dat het stationsgebouw ten westen van de binnenstad van Göttingen moet komen. Er volgde hierna drie jaar lang een discussie onder de inwoners en in het bijzonder de landeigenaren, in 1953 ging de eerste schop in de grond. Het stationsgebouw van Hannover uit 1847 diende als voorbeeld voor Göttingen, deze kreeg de kenmerkende Hannoverse rondbogenstijl gebouw uit natuursteen. Op 31 mei 1854 werd het station in gebruik genomen na een openingsfeest.
De Hannoverse Zuidlijn werd in 1854 met het trajectdeel Alfeld - Göttingen geopend. In 1856 werd deze lijn naar Kassel verlengd, waarbij de oorspronkelijke verbinding via de voormalige Dransfelder helling (Dransfelder Rampe) liep. Tot 1867 werd de spoorlijn Frankfurt - Göttingen tot Eichenberg gebouwd, die in 1876 naar Bebra verlegd werd en in Eichenberg wederom aansluiting naar Kassel had. Het stationsgebouw in Göttingen werd tussen 1856 en 1887 gebouwd en meerdere malen verbouwd. In het begin van de twintigste eeuw werd het stationsplein opnieuw ingericht. In de zomer werden palmbomen geplant, die het plein tot de Tweede Wereldoorlog aankleedden. 
Een volgende verbouwing van het station volgde van 1913 tot 1924, met een onderbreking tijdens de Eerste Wereldoorlog. Tijdens deze werkzaamheden werden de sporen hoger aangelegd. In zuiden werd de spoorlijn naar Eichenberg verder naar het westen verlegd, de oude route verliep via de huidige straten Eisenbahnstraße in Göttingen en de Am Flüthedamm in Rosdorf. De straat Groner Chaussee (tegenwoordig Groner Landstraße) kwam in een onderdoorgang onder de sporen te liggen, zodat de overbelaste overweg met druk wegverkeer verwijderd kon worden. Het gevolg was ook dat er een concreet besluit kwam over het aanleggen van een tramnetwerk. Ook het stationsgebouw werd verbouwd en behield zijn aanbouwen. De tot toen direct in het station eindigde Gartetalbahn, een 750 mm smalspoorlijn die toen tot Duderstadt reed en tot de stillegging in het jaar 1959 nog tot Rittmarshausen liep, werd verlegd. Doordat de sporen werden verhoogd, kreeg de Gartetalbahn een eigen station Göttingen Süd ongeveer 400 meter zuidelijker. Het nieuwe station kwam hierdoor ten zuiden van de Groner Chaussee te liggen waardoor deze weg niet werd gekruist, ook de verbinding met het normaalspoornetwerk kwam te vervallen.

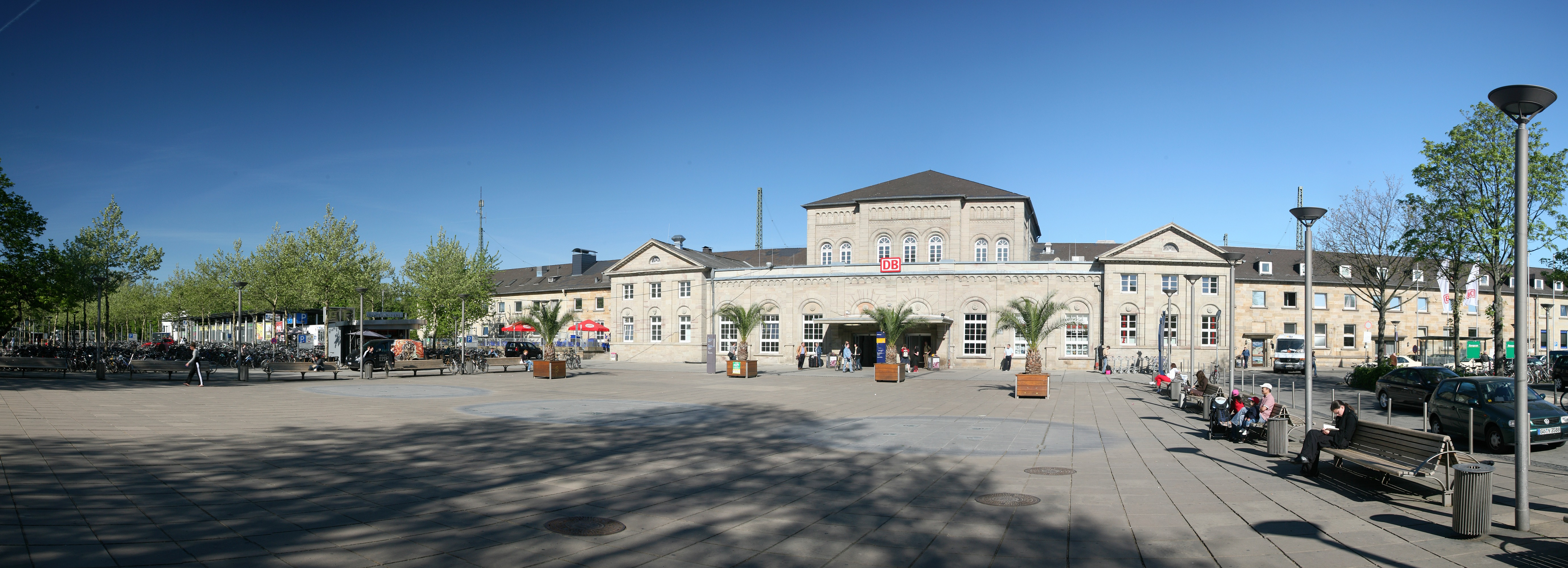
Blik op het stationsplein (2007)

Door bombardementen raakte het station in de Tweede Wereldoorlog zwaar beschadigd. Het station en de stationshal werd in de naoorlogse tijd in een vereenvoudigde vorm herbouwd, de gevel kreeg een nieuw uiterlijk. In 1963 werd Göttingen aangesloten op het geëlektrificeerde netwerk. In de jaren '60 werd het stationsplein vernieuwd en werd afgestemd op de behoeften van het autoverkeer. De bussen, die toen direct voor de ingang stopten, kregen ten zuiden van het stationsgebouw een eigen centrale busstation (Zentral Omnibusbahnhof, ZOB). De ruimte die hierbij vrijkwam werd gebruikt als parkeerplaats voor auto's. De eerste spoorverbinding (Hannoverse Zuidlijn) naar Kassel via de Dransfelder Rampe werd in mei 1980 stilgelegd.

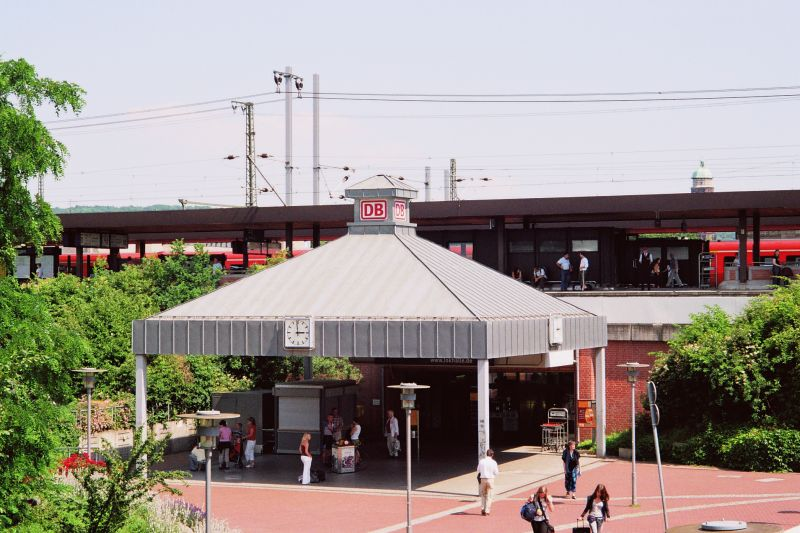
Bij de bouw van de HSL is er ook een westelijke ingang gekomen (2007)

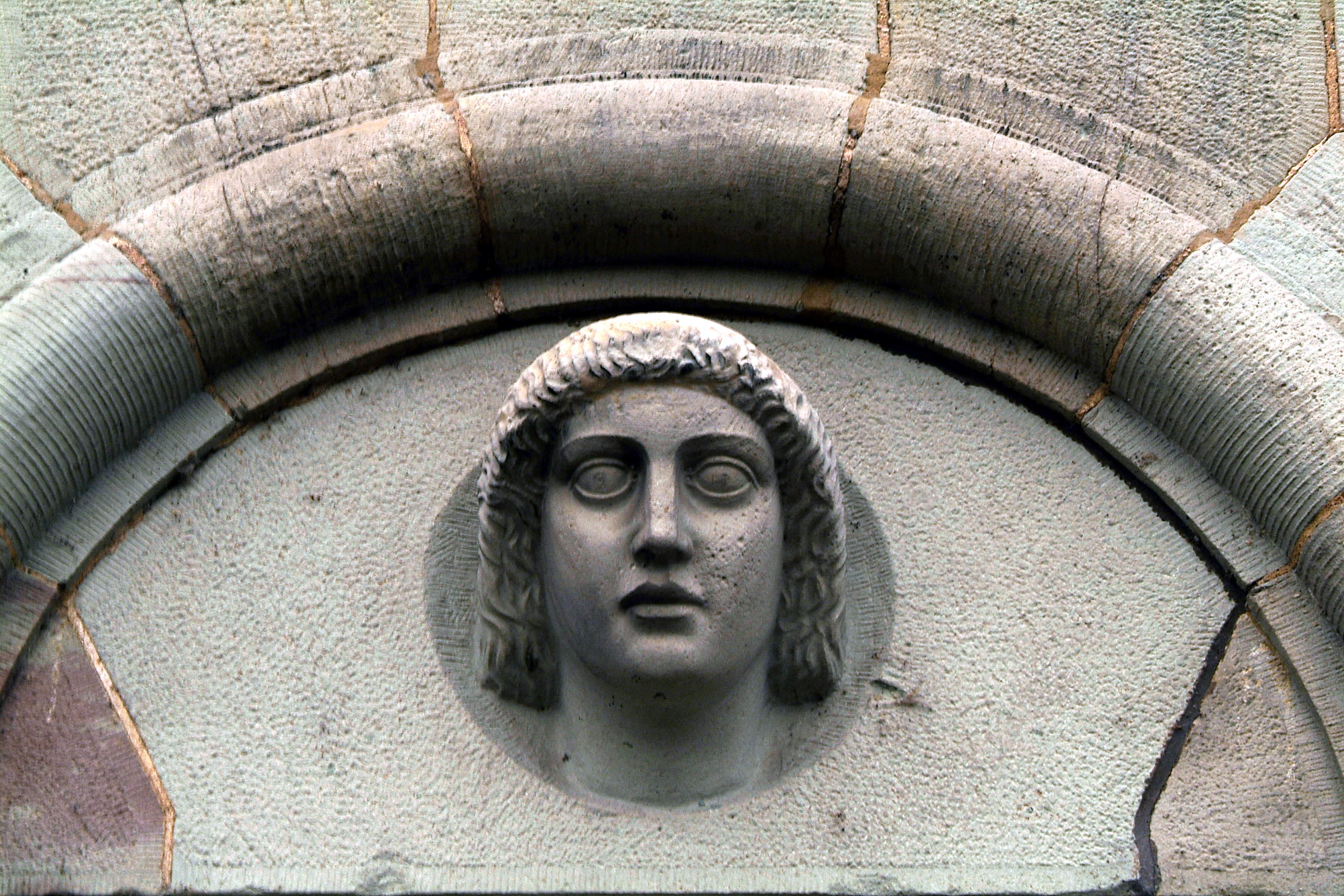
Hoofd van een jonge man in de gevel van het stationsgebouw (2011)

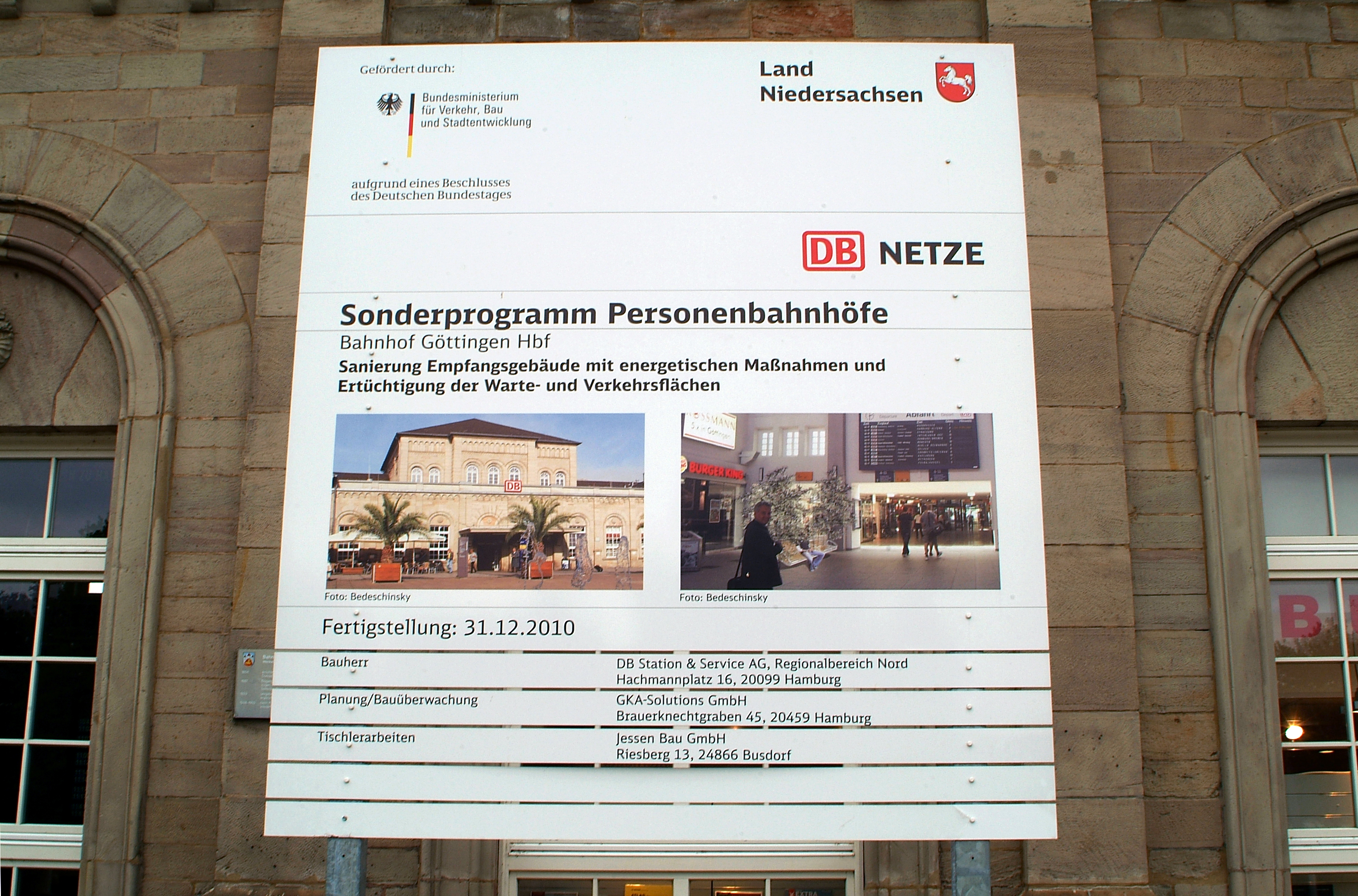
Informatiepaneel over de verduurzaming van het gebouw. Op het paneel staat dat de werkzaamheden op 31 december 2010 gereed zouden zijn, de foto is gemaakt in september 2011

Doordat het station onderdeel uitmaakt van de toen te bouwen hogesnelheidslijn Hannover - Würzburg werd het station nogmaals verbouwd tussen 1984 en 1989. Daarbij werd aan de westzijde van het station een perron (spoor 10-11) toegevoegd, waarbij het voorgaande perron C (spoor 8-9) werd afgebroken en in dezelfde stijl van het nieuwe perron herbouwd. Meerdere gebouwen van het voormalige revisiebedrijf moesten voor de nieuwe westingang worden afgebroken evenals een onderhoudsbedrijf voor reizigerstreinen werd gesloopt en op een andere locatie werd een nieuw onderhoudsbedrijf gebouwd. De 400 meter lange perron C kwam bij de winterdienstregeling 1988-1989 in dienst.
In 1981 was voorzien, dat de HSL met drie sporen door het station zou lopen: naast de beide hoofdsporen van de HSL (zuidkant perron C, noordkant perron D), was daarbij een inhaalspoor voorzien (zuidkant perron D). Van het voormalige perron C reed tot het laatst alleen nog regionale treinen richting Bodenfelde.
In de eerste, in 1971 voorgelegde, plannen van de HSL was voorzien dat de lijn in Nedersaksen door de Weserbergland via Holzminden zou lopen. Na protesten van de deelstaat evenals diverse onderzoeken en adviezen viel in 1976 het besluit voor het huidige verloop via Göttingen. De eerste van beide HSL-perrons kwam in september 1987 gereed. Op een totale lengte van 4,0 kilometer werd het emplacement ten westen van het station aangepast. Het stationsgebied had zijn eigen Tracébesluit binnen de HSL (nr. 3.0, km 98,750 tot 101,000). De procedure voor het Tracébesluit werd op 30 september 1977 afgesloten.
Het station kan via de HSL-sporen met snelheden tot 120 km/h worden gepasseerd, de baanvaksnelheid op de aansluitende bogen rond het rangeerterrein ligt op 200 km/h. Voor deze snelheden is gekozen omdat de reizigerstreinen toch in Göttingen moeten stoppen en het voldoende wordt geacht voor de doorrijdende goederentreinen.
Met in totaal 172 planmatige vertrekkende en aankomende langeafstandstreinen per dag stond station Göttingen in de zomerdienstregeling van 1989 op plaats 18 van drukste stations van de Deutsche Bundesbahn. Tot einde van de jaren '80 bestond er een verdere langeafstandsverbinding met Düsseldorf via Ottbergen en Paderborn (één tot twee D-treinparen). 
In de jaren '90 werd het stationsplein opnieuw ingericht. Aan de straat voor het station, waar zich ook het busstation bevindt, werd een pergola geplaatst. Door het groeiende aantal fietsen is er direct naast het stationsgebouw een fietsparkeergarage gebouwd. Desalniettemin bleef het stationsplein een chaos van fietsen.
In 1994 stond de bediening van station Göttingen door ICE-lijn 3 (Hamburg - Frankfurt am Main - Bazel) ter discussie: door de halt in Göttingen te laten vervallen kon bij de nieuwe dienstregeling in mei 1995 de reistijd tussen de eindpunten verkort worden. Midden juni 1994 kwamen de deelstaat Nedersaksen, de regio Zuid-Nedersaksen en de Deutsche Bahn overeen de stop in Göttingen te behouden door de verhoging van de baanvaksnelheid naar 280 km/h. De Bondsverkeersminister stemde met het verzoek van de Deutsche Bahn in. Hoewel na de treinramp bij Eschede de baanvaksnelheid werd verlaagd naar 250 km/h, halteren alle ICE-treinen (met uitzondering van de ICE-Sprinter) in Göttingen.
Vanaf eind jaren '90 vond, door wereldtentoonstelling Expo 2000 in Hannover, in drie fasen een verbouwing van het station plaats. Al eerste werd de onderdoorgang onder de oude perrons A en B (spoor 4-5 en 6-7) uitgebreid en werd er ruimte gemaakt voor winkels in deze tunnel. De oude perrons werden opgeknapt, waarbij het zwaartepunt lag rond de entree van het perron met een deels uit glas bestaande overkapping en een nieuwe lift (die maanden stilstond door het ontbreken van een goedkeuring). In de derde fase werden de perrons bij het stationsgebouw voorzien van een WC en bagagekluizen. Gelijktijdig werden de drie doorgangsporen tussen het stationsgebouw en perron A teruggebracht naar één spoor.
Eind 2006 eindigden de omvangrijke werkzaamheden, waarbij bij de laatste fase ook de complete stationshal gerenoveerd werd. In de nieuwe winkelruimtes kwam onder andere een filiaal van een fastfoodketen. De €13,8 miljoen kostende ombouw kwam eind maart 2007 gereed.
In kader van een stimuleringsprogramma kreeg het stationsgebouw in 2010-2011 van DB Station&Service verbouwing om het elektriciteits- en waterverbruik van het gebouw te verbindingen. In de herfst van 2012 werden de fietsenstallingen vernieuwd en beduidend uitgebreid. Gepland is een verdere vernieuwing van de dynamische reistijdinformatie van de bussen.
In augustus 2013 werd station Göttingen door het verkeersverbond Allianz pro Schiene uitgeroepen als station van het jaar in de categorie van grote steden.

## Verbindingen

### Langeafstandstreinen

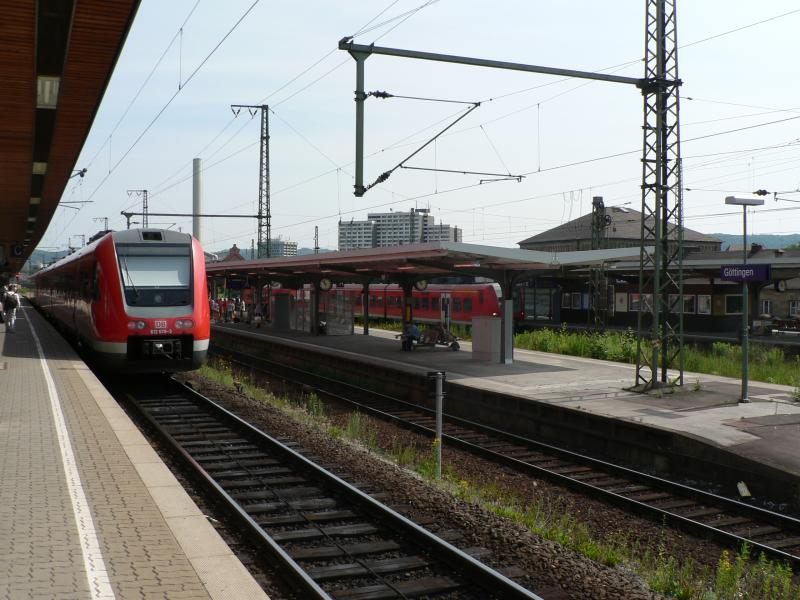
Blik vanaf het toen nog nieuwe perron C kijkend richting te toen nog oudere lager gelegen perrons A en B (2006)

De volgende langeafstandstreinen doen het station Göttingen aan:
| Serie  | Treinsoort                        | Route | Bijzonderheden |
| ------ | --------------------------------- | --- | --- |
| ICE 11 | InterCityExpress (DB Fernverkehr) | [ Berlin Ostbahnhof – Berlin Hbf – Berlin-Spandau – Braunschweig Hbf – Hildesheim Hbf – Göttingen – Kassel-Wilhelmshöhe – Fulda – Hanau Hbf – Frankfurt (Main) Hbf ] / [ Wiesbaden Hbf – Mainz Hbf – Worms Hbf ] – Mannheim Hbf – Stuttgart Hbf – Ulm Hbf – Augsburg Hbf – München-Pasing – München Hbf | Één trein van Wiesbaden naar München. |
| ICE 12 | InterCityExpress (DB Fernverkehr) | Berlin Ostbahnhof – Berlin Hbf – Berlin-Spandau – Wolfsburg Hbf – Braunschweig Hbf – Hildesheim Hbf – Göttingen – Kassel-Wilhelmshöhe – Fulda – Hanau Hbf – Frankfurt (Main) Hbf – Mannheim Hbf – Karlsruhe Hbf – Offenburg – Freiburg (Breisgau) Hbf – Basel Bad Bf – Basel SBB – Liestal – Olten – Bern – Thun – Spiez – Interlaken West – Interlaken Ost | |
| ICE 20 | InterCityExpress (DB Fernverkehr) | [ Kiel Hbf – Neumünster ] / [ Hamburg-Altona ] – Hamburg Dammtor – Hamburg Hbf – Lüneburg – Uelzen – Hannover Hbf – Göttingen – Kassel-Wilhelmshöhe – Fulda – Hanau Hbf – Frankfurt (Main) Hbf – [ Frankfurt (Main) Flughafen Fernbahnhof – Mainz Hbf – Wiesbaden Hbf ] / [ Mannheim Hbf – Karlsruhe Hbf – Baden-Baden – Freiburg (Breisgau) Hbf – Basel Bad Bf – Basel SBB – Zürich Hbf ] | Rijdt elke twee uur. |
| ICE 25 | InterCityExpress (DB Fernverkehr) | [ [ Kiel Hbf – Neumünster ] / [ Hamburg-Altona ] – Hamburg Dammtor – Hamburg Hbf – ] / [ Oldenburg (Oldb) Hbf – Bremen Hbf – ] Hannover Hbf – Göttingen – Kassel-Wilhelmshöhe – Fulda – Würzburg Hbf – [ Nürnberg Hbf – ] / [ Treuchtlingen – Donauwörth – Augsburg Hbf – München-Pasing ] / [ Ingolstadt Hbf ] – München Hbf – Tutzing – Murnau – Oberau – Garmisch-Partenkirchen | Rijdt elk uur tussen Hamburg en München. Elke twee uur een vleugeltrein naar/van Oldenburg. Enkele treinen via Augsburg. Één trein per dag door naar Garmisch-Partenkirchen. |
| IC 16  | Intercity (DB Fernverkehr)        | Berlin Südkreuz – Berlin Hbf – Hannover Hbf – Göttingen – Fulda – Hanau Hbf – Frankfurt (Main) Hbf – Darmstadt Hbf – Heidelberg Hbf – Stuttgart Hbf | |
| IC 26  | Intercity (DB Fernverkehr)        | [ [ Westerland (Sylt) – Husum ] / [ Hamburg-Altona ] – Hamburg Dammtor ] / [ Ostseebad Binz – Stralsund Hbf – Rostock Hbf – Bützow – Bad Kleinen – Schwerin Hbf ] – Hamburg Hbf – Hamburg-Harburg – Lüneburg – Uelzen – Celle – Hannover Hbf – Göttingen – Kassel-Wilhelmshöhe – [ Marburg (Lahn) – Gießen – Frankfurt (Main) Hbf – Darmstadt Hbf – Bensheim – Weinheim (Bergstraße) – Heidelberg Hbf – Bruchsal – Karlsruhe Hbf ] / [ Fulda – Würzburg Hbf – Ansbach – Augsburg Hbf – [ Buchloe – Kempten (Allgäu) Hbf – Immenstadt – Oberstdorf ] / [ München Ost – Rosenheim – [ Prien a Chiemsee – Traunstein – Freilassing – Berchtesgaden ] / [ Kufstein – Innsbruck Hbf ] ] | Enkele treinen vanaf Binz en Westerland, enkele treinen vanaf Kassel richting Augsburg.                                                                                      |

### Regionale treinen
De volgende regionale treinen doen het station Göttingen aan:
| Serie | Treinsoort                         | Route | Bijzonderheden                                                                       |
| ----- | ---------------------------------- | --- | ------------------------------------------------------------------------------------ |
| RE 1  | Regional-Express (DB Regio Südost) | Göttingen – Leidefelde – Bad Langensalza – Gotha – Neudietendorf – Erfurt Hbf – Weimar – Jena-Göschwitz – Gera Hbf – Gößnitz – Glauchau (Sachs) | Eenmaal per twee uur                                                                 |
| RE 2  | Regional-Express (metronom)        | Uelzen – Celle – Hannover Hbf – Nordstemmen – Elze (Han) – Alfeld (Leine) – Kreiensen – Northeim (Han) – Göttingen                              |                                                                                      |
| RB 80 | Regionalbahn (DB Regio Nord)       | Göttingen – Northeim (Han) – Herzberg (Harz) – Bad Lauterberg im Harz Barbis – Nordhausen                                                       | Eenmaal per twee uur                                                                 |
| RB 82 | Regionalbahn (DB Regio Nord)       | Göttingen – Northeim (Han) – Kreiensen – Seesen – Goslar – Bad Harzburg                                                                         |                                                                                      |
| RB 85 | Regionalbahn (NordWestBahn)        | Ottbergen – Lauenförde-Beverungen – Bodenfelde – Offensen (Kr Northeim) – Adelebsen – Göttingen                                                 | Oberweser-Bahn eenmaal per twee uur in het weekend, gekoppeld in Ottbergen aan RB 84 |
| R 7   | Regionalbahn (cantus)              | Göttingen – Eichenberg – Eschwege – Bebra – Bad Hersfeld – Fulda                                                                                | Enkele treinen van/naar Fulda                                                        |
| R 8   | Regionalbahn (cantus)              | Göttingen – Eichenberg – Hann. Münden – Kassel Hbf                                                                                              |                                                                                      |

- Virtual International Authority File: 316595176